# Río Touques
El río Touques es uno de los ríos costeros de Normandía, en Francia. Su fuente se halla a una altitud de 300 m, cerca de Champ-Haut, en el departamento de Orne, y desemboca en el canal de la Mancha entre Trouville-sur-Mer y Deauville (departamento de Calvados), tras un curso de 108 km. Su cuenca se extiende por 1305 km².
Las principales ciudades de su curso son Lisieux, Pont-l'Évêque y Deauville.